# تپه گلوه
تپه گلوه مربوط به پیش ا ز تاریخ است و در شهرستان کرمانشاه، بخش مرکزی، دهستان میان دربند، ۷۰۰ متری شمال غرب روستای گروران واقع شده و این اثر در تاریخ ۷ خرداد ۱۳۸۷ با شمارهٔ ثبت ۲۲۸۲۰ به‌عنوان یکی از آثار ملی ایران به ثبت رسیده است.